# Megaselia basiveluta
Megaselia basiveluta är en tvåvingeart som beskrevs av Schmitz 1935. Megaselia basiveluta ingår i släktet Megaselia och familjen puckelflugor. Arten är reproducerande i Sverige. Inga underarter finns listade i Catalogue of Life.